# Lieblingsbuch der Unabhängigen
Das Lieblingsbuch der Unabhängigen (ursprünglich Lieblingsbuch des Jahres des unabhängigen Buchhandels) ist ein deutscher Literaturpreis, der seit 2015 im Rahmen der Woche unabhängiger Buchhandlungen (WUB) verliehen wird.

## Hintergrund
Die WUB ist eine gemeinsame Veranstaltung zahlreicher unabhängiger deutscher Buchhandlungen, die seit 2014 jährlich im November stattfindet und an der 2019 über 700 Buchhandlungen teilnehmen. Die WUB geht auf eine Initiative von David Mesche, Mitinhaber der Berliner BUCHBOX!-Buchhandlungen, zurück. Die teilnehmenden Buchhandlungen führen dabei in der betreffenden Woche verschiedene Aktionen wie zum Beispiel Autorenlesungen mit dem Ziel durch, die Kundenbindung zu verbessern und Medienaufmerksamkeit für die Bedeutung unabhängiger Buchhandlungen im Kulturleben zu fördern.
Das Lieblingsbuch wird aus einer zuvor veröffentlichten Shortlist von den teilnehmenden Buchhandlungen gewählt.

## Preisträger und Nominierte
- 2015 Dörte Hansen: Altes Land[1]
  - Lily King: Euphoria
  - Klaus Modick: Konzert ohne Dichter
  - Karin Kalisa: Sungs Laden
  - Jane Gardam: Ein untadeliger Mann
- 2016 Benedict Wells: Vom Ende der Einsamkeit[2]
  - Isabel Bogdan: Der Pfau
  - J. L. Carr: Ein Monat auf dem Land
  - Sylvie Schenk: Schnell, dein Leben
  - Juli Zeh: Unterleuten
- 2017 Mariana Leky: Was man von hier aus sehen kann[3]
  - Isabelle Autissier: Herz auf Eis
  - Kent Haruf: Unsere Seelen bei Nacht
  - Maja Lunde: Die Geschichte der Bienen
  - Takis Würger: Der Club
- 2018 Francesca Melandri: Alle, außer mir[4]
  - Lætitia Colombani: Der Zopf
  - Mareike Fallwickl: Dunkelgrün fast schwarz
  - Celest Ng: Kleine Feuer überall
  - Anne Reinecke: Leinsee
- 2019 Delia Owens: Der Gesang der Flusskrebse[5]
  - Ewald Arenz: Alte Sorten
  - Karin Kalisa: Radio Activity
  - Daniela Krien: Die Liebe im Ernstfall
  - Saša Stanišić: Herkunft
- 2020 Benjamin Myers: Offene See[6]
  - Marco Balzano: Ich bleibe hier
  - Charlotte McConaghy: Zugvögel
  - Jasmin Schreiber: Marianengraben
  - Iris Wolff: Die Unschärfe der Welt
- 2021 Ewald Arenz: Der große Sommer[7]
  - Susanne Abel: Stay away from Gretchen
  - Ayelet Gundar-Goshen: Wo der Wolf lauert
  - Daniela Krien: Der Brand
  - Benedict Wells: Hard Land
- 2022 Bonnie Garmus: Eine Frage der Chemie[8]
  - Fatma Aydemir: Dschinns
  - Daniela Dröscher: Lügen über meine Mutter
  - Martin Kordić: Jahre mit Martha
  - Jan Weiler: Der Markisenmann
- 2023 Caroline Wahl: 22 Bahnen[9]
  - Elena Fischer: Paradise Garden
  - Milena Michiko Flašar: Oben Erde, unten Himmel
  - Rónán Hession: Leonard und Paul
  - Jarka Kubsova: Marschlande
- 2024 Alina Bronsky: Pi mal Daumen[10]
  - Daniela Krien: Mein drittes Leben
  - Petra Pellini: Der Bademeister ohne Himmel
  - Laura Spence-Ash: Und dahinter das Meer
  - Caroline Wahl: Windstärke 17